# Фаюм (оазис)
Фаюм или Ел-Фаюм (на арабски: الفيوم, от коптското Па йом – „морето“) е оазис в Египет.
Разположен е в депресия на запад от долината на река Нил. Оазисът се подхранва от река Бахр-Юсуф – разклонение на Нил. В него се намира големият град Фаюм.
Още от древни времена оазисът е от голямо значение за земеделието в района. Поради голямата му площ (1270 – 1700 квадратни километра, включително земеделска земя над 1000 кв. км) се използва за отглеждане на зърнени култури, памук, смокини, грозде, рози и маслини. Гледат се и овце. Риболовът също е развит.